# Емил Зола
Емил Зола (на френски: Émile Zola) е влиятелен френски романист, основател и виден представител на натурализма („природата, видяна през темперамента“, по собствените му думи). Автор на прочути романи като „Терез Ракен“ (1867), „Нана“ (1880), „Жерминал“ (1885) и други.

## Биография
Емил-Едуар Шарл Антоан Зола е роден на 2 април 1840 г. в Париж на улица „Сен Жозеф“ 10, умира на 29 септември 1902 г. Баща му е италиански инженер, роден във Венеция през 1795 г., умира още докато Зола е дете. Майка му Емилия, по баща Обер, е родена във Венеция през 1820 г. Прекарва детството си в Екс ан Прованс. Седемгодишният Емил се озовава в деликатна ситуация. Слугата на семейството, Мустафа, изпитва сексуално влечение към момчето. Оттогава у Зола се заражда непримиримост към хомосексуализма. Зола е романтичен младеж, който чете и пише поезия. Като ученик се увлича от поетите романтици Алфонс дьо Ламартин, Виктор Юго, Алфред дьо Мюсе.

### Александрина
На 25 години Зола започва да ухажва шивачката Александрина Мелей. Тя е стройна, впечатляваща брюнетка, една година по-възрастна от него. За срещите им не се знае много. Знае се, че Александрина е любовница на Пол Сезан, с когото Зола е приятел. Вероятно самият художник запознава Мелей с писателя. Според някои биографи самата шивачка привлича вниманието на Зола с истеричния си плач по предишния любовник, който я е напуснал. Мелей и Зола заживяват заедно. Четири години по-късно се женят. Александрина и Емил имат проблеми в секса. Едва след пет години Зола признава на свой приятел, че още в началото на семейния живот правел любов с жена си веднъж на десетина дни. Скоро и тези периодични изблици на страст секват. Студенината и отчуждението скоро съсипват брака им и той влага потиснатите си емоции в писането. Зола оставя 20 книги, в които изобилстват реалистични описания на секс и голота. След 18 години брак без любов и плътски ласки Зола надебелява, чувства се нещастен и преждевременно остарял. Той признава, че е изкушен от мисълта да се пъхне в леглото с кое да е младо момиче.

### Жан
През 1887 г. неговият живот се променя невероятно. Той се подлага на диета, отслабва. Няколко години по-късно среща Жан Розеро. Тя е на 20 г., стройна, тъмноока и е силно изненадана от вниманието на известния писател. Зола се влюбва светкавично в нея, настанява я в един апартамент. Жан му ражда две деца – Денис и Жак. Творецът се посвещава изцяло на жената, която му дава непознатото дотогава щастие – да има истинско семейство и близост, топлота. Зола се грижи, обича и закриля всячески Жан.
Зола дълги години води нелегално съществуване между двете семейства. Едно анонимно писмо информира обаче Александрина за неговата метреса и децата им. Законната съпруга на Зола вдига шум до бога и заплашва с развод, но скоро разпалеността ѝ се уталожва. Тя дори се среща с децата и след смъртта на Жан се грижи за тях. Александрина не се възпротивява наследниците на писателя да получат официално името му и дори ги признава за свои.

### Литературните среди
От 1862 до 1866 Зола работи в издателство „Ашет“, което му открива възможности за контакти с литературните среди. Отдава се на журналистическа дейност в списание „Ревю дю прогре“, в седмичника „Травай“ и сътрудничи във вестниците „Евенман“, „Фигаро“, „Голоа“. Влиза в полемика с романтиците и защитава новото по това време литературно течение реализъм. Обявява се открито срещу политиката на Наполеон III. Учението на Клод Бернар и Чезаре Ломброзо за ролята на наследствеността оказва решаващо влияние върху литературното развитие на Зола, който замисля есето „Експерименталният роман“.

### Емил Зола – живот в дати
1846 г. – Семейство Зола се премества в Екс-ан-Прованс.
1847 г. – Франсоа Зола умира, семейството изпада в тежко материално положение.
1852 г. – Зола постъпва в колеж. Проявява склонност към естествените науки и физиката. Първи стихотворни опити.
1856 г. – Семейството отново се премества в Париж. Зола постъпва в лицея „Сен Луи“. Увлича се от поезията на романтиците – Юго, Мюсе и др.
1859 г. – Скъсан на зрелостния изпит.
1860 – 1861 г. – Работи в търговски складове срещу незначително възнаграждение. Пише стихове, повлияни от Мюсе – „Родолфо“, „Паоло“ и др.
1862 – 1863 г. – Постъпва като опаковчик в известната издателска и книгоразпространителска къща „Ашет“, по-късно става завеждащ рекламен отдел. Първи запознанства с парижките литератори – Иполит Тен и др.
1864 г. – Литературен дебют в „Пти журнал“. Като отделна книга излизат „Разкази на Нинон“.
1865 г. – Излиза повестта „Изповедта на Клод", посветена на Сезан и Бай. Сътрудничи в печата. Начало на приятелството с братя Гонкур.
1866 г. – През януари напуска работата в „Ашет“ и се отдава изцяло на литературна дейност. Излизат повестта „Заветът на мъртвата“ и сборникът „Моите омрази“.
1867 г. – Пол Сезан го запознава с художниците-импресионисти. Издава „Едуард Мане“, романите „Потайностите на Марсилия“ и „Терез Ракен“.
1868 г. – Излиза романът „Мадлен Фера“. Работи върху първоначалния план на „биологичната и социална история на едно семейство по време на Втората империя“. Започва „Кариерата на Ругоновци“.
1869 г. – Планът на „Ругон-Макарови" е представен на издателя Лакроа.
1870 г. – Жени се за Александрин Меле, родена 1839.
1871 г. – „Възходът на Ругоновци“, „Плячката“.
1872 г. – Договор с издателя Жорж Шарпантие за издаване на цялата серия „Ругон-Макарови“. Приятелство с Флобер и Тургенев.
1873 г. – „Търбухът на Париж“. „Терез Ракен“ е преработена на пиеса.
1874 г. – „Завоюването на Пласанс“, пиесата „Наследниците на Рамбурден“.
1875 г. – „Грешката на абат Муре“.
1876 г. – „Негово превъзходителство Йожен Ругон“.
1877 г. – „Вертеп“. Ожесточена кампания на критиката, обвиняваща Зола в порнография и антидемократизъм. Огромен успех на романа сред читателите.
1878 г. – Купува къща в Медан, където живее 8 месеца в годината. „Една любовна страница“.
1879 г. – „Нана“ започва да излиза във „Волтер“, придружен от шумна реклама. Нападки от страна на критиката, успех сред читателите.
1880 г. – Майката на Зола умира в Медан. Излиза сборникът „Медански вечери“ с участието на Зола, Мопасан, Юйсман и др. Сборник статии „Експерименталният роман“.
1881 г. – Сборниците статии „Една кампания“, „Натурализмът в театъра“, „Нашите драматурзи", „Романистите-натуралисти", „Литературни документи“.
1882 г. – „Врящото гърне“.
1883 г. – „За дамското щастие“.
1884 г. – „Радостта да живееш“. Пътува в Северна Франция.
1885 г. – „Жерминал“.
1886 г. – „Творбата“ – роман, в който Зола е изобразил себе си и своите приятели. Остра реакция от страна на Сезан.
1887 г. – „Земя“ – нова вълна на враждебни критики.
1888 г. – „Мечта“. Зола е провъзгласен за кавалер на Почетния легион. Кандидатсва за Академията, но бива отхвърлен.
1890 г. – „Човекът-звяр“.
1891 г. – „Пари“.
1892 г. – „Разгром“. Зола е обвинен в антипатриотизъм.
1893 г. – „Доктор Паскал“ – последен том от серията „Ругон-Макарови“.
1894 г. – Започва серията „Три града“ с романа „Лурд“. Нападки от страна на клерикалните среди. Романът е включен в списъка на забранените книги.
1895 г. – Пътешествие до Италия.
1896 г. – „Рим“.
1897 г. – Сборник статии „Нова кампания“. През ноември Зола проучва предоставените му от журналиста Бернар Лазар документи по делото на капитан Алфред Дрейфюс.
1898 г. – Открито писмо до президента на републиката Феликс Фор – „Аз обвинявам“ (в-к „Орор“, 13 януари). Рязко поляризиране на общественото мнение. Започва ново дело след обжалване. По настояване на своите защитници. Зола емигрира на 13 юли в Лондон. Същия ден произнесена задочната присъда срещу него – една година затвор и 3000 франка глоба. Излиза „Париж“.
1899 г. – Живее в покрайнините на Лондон. Излиза романът „Плодовитост“ от серията „Четирите евангелия“. Прибира се в Париж за 5 юни. Дрейфюс е върнат от каторгата за преразглеждане на делото, осъден е наново, но помилван.
1900 г. – Изучава героите на утопичния социализъм.
1901 г. – „Труд“.
1902 г. – Умира на 29 септември в Париж от задушаване с недоизгорели въглища. Погребан е на 5 октомври в Монмартр с войнски почести. Речи на Анатол Франс и др.
1903 г. – Излиза „Истината“ – последния недовършен роман от „Четирите евангелия“.
1908 г. – Прахът му е пренесен тържествено в Пантеона. Едновременно е организирана шумна контра демонстрация, при която бива ранен реабилитарният през 1907 г. Алфред Дрейфюс.